# University Club of New York
El University Club of New York o simplemente como University Club  es un edificio histórico de un club social privado ubicado en Nueva York, Nueva York. El University Club se encuentra inscrito como un Hito Histórico Neoyorquino en la Comisión para la Preservación de Monumentos Históricos de Nueva York al igual que en el Registro Nacional de Lugares Históricos desde el 16 de abril de 1980. Charles Follen McKim de McKim, Mead & White fue el arquitecto del University Club.

## Ubicación
El University Club se encuentra dentro del condado de Nueva York en las coordenadas 40°45′40″N 73°58′34″O / 40.761111, -73.976111.